# Герб Вербилок
Герб Вербилок — официальный символ ныне упразднённого городского поселения Вербилки Талдомского муниципального района Московской области. Впервые герб утверждён в 1989 году, современный вариант в 2008 году. Внесён в Государственный геральдический регистр РФ под № 4629.

## Описание
Описание герба:
В лазоревом поле возникающий из выходящего снизу червлёного с золотом пламени золотой феникс, на груди которого — серебряная ваза с золотыми ручками и отделкой, держащий в лапах две расходящиеся в стороны дугообразные изогнутые в верх и уходящие вершинами за крылья, золотые ветви вербы с серебряными почками.
Автор — художник и скульптор В. В. Никонов.

## Символика
Феникс, возрождающийся из пламени, символизирует историю Вербилок, связанную с фарфоровым производством и состоящую из последовательно сменявших друг друга периодов кризисов и возрождений. Взлетающий из пламени феникс также символизирует надежду жителей Вербилок на возрождения производства и посёлка.
Фарфор, как и феникс, рождается из пламени. Особое положение Вербилок в истории отечественного и европейского фарфора и традиционный профиль деятельности населения обозначены вазой, образующей тело феникса.
Ветви вербы позволяют отнести герб к разряду так называемых «говорящих» гербов. Они указывают на легенду о происхождении названия посёлка из-за обилия вербы на берегах реки Дубны, на которой расположены Вербилки. Верба является традиционным пасхальным символом Воскресения, возрождения.
Огонь является символом обновления, а в контексте данного герба служит элементом, объединяющим образы феникса и фарфора.
Золото (обозначается жёлтым) и серебро (обозначается белым) являются традиционными цветами вербилковского фарфора, а также, являясь благородными металлами, указывают на историческое первенство Вербилок в области частного фарфорового производства России и особое место в истории мирового фарфора.
Лазоревый (синий) цвет символизирует чистоту экологии Вербилок и реку Дубну, наличие которой определило выбор места для основания производства. Красный (червлёный) цвет является символом возрождения. В контексте данного герба он символизирует огонь, из которого рождается феникс и фарфор.

Таким образом, языком геральдических символов в гербе Вербилок отражены название, история, природные особенности, традиционный профиль деятельности вербилковцев, связанные с вековыми традициями фарфорового производства.

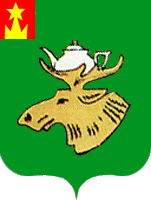
Герб Вербилок 1989 года

## История
Предыдущий герб утверждён 25 апреля 1989 года решением № 108 исполкома Вербилковского поселкового Совета народных депутатов, авторы Юрий и Константин Мочёновы. Описание: «Герб представлен в виде щита. В зелёном поле голова лося, на рогах которого белый чайник, символизирующий производство фарфора в поселке, основанного в 1766 году. Зеленый цвет поля и голова лося говорят о богатстве окрестностей поселка лесными угодьями. В вольной части щита — башня Московского Кремля, означающая, что поселок расположен в Московской области». Герб создан на основе эмблемы фарфорового завода, созданной заслуженным художником РСФСР Е.П. Смирновым.
Современный герб утверждён 4 декабря 2008 года Решением Совета депутатов городского поселения Вербилки №40/09 (Решение принято 3 декабря, само положение о гербе — 4 декабря). Муниципальное образование упразднено в 2018 году в связи с преобразованием бывшего Талдомского муниципального района в Талдомский городской округ.